# Groeve De Keverberg
De Groeve De Keverberg is een Limburgse mergelgroeve in Nederlands Zuid-Limburg in de gemeente Simpelveld. De dagbouwgroeve ligt op ongeveer een kilometer ten oosten van Ubachsberg en 600 meter ten noorden van Huls. De groeve ligt op de Keverberg en naar het westen ligt het Droogdal de Dael.
Op ongeveer 500 meter naar het noorden ligt de Groeve Putberg op de lager gelegen Putberg. Op ongeveer 200 meter naar het oosten ligt de Hoeve Keverberg.

## Geschiedenis
Ten tijde van de Eerste Wereldoorlog bevonden zich nabij de groeve verschillende kalkovens, waarbij er kalksteen uit de groeve gebruikt werd voor het branden van kalk.
In 2014 werd de groeve opgeschoond en ontdaan van de woekerende begroeiing.

## Geologie
De kalksteen in de groeve is Kunrader kalksteen uit de Formatie van Maastricht.
Op ongeveer 400 meter ten noordoosten van de groeve ligt de ongeveer zuidoost-noordwest georiënteerde Kunraderbreuk.